# Paul Drux
Paul Drux (Gummersbach, 7 de febrero de 1995) es un exjugador de balonmano alemán que jugaba de central. Su último equipo fue el Füchse Berlin. Fue un componente de la selección de balonmano de Alemania.
Con la selección ganó la medalla de bronce en los Juegos Olímpicos de Río de Janeiro 2016.

## Palmarés

### Selección nacional
| Juegos Olímpicos | Juegos Olímpicos | Juegos Olímpicos  | Juegos Olímpicos |
| Año              | Lugar            | Medalla           |                  |
| ---------------- | ---------------- | ----------------- | ---------------- |
| Río de Janeiro   | Río de Janeiro   | Medalla de bronce |                  |

### Füchse Berlin
- Copa de Alemania de balonmano (1): 2014
- Copa EHF (2): 2015, 2018
- Mundialito de clubes (2): 2015, 2016
- Liga Europea de la EHF (1): 2023

## Clubes
- Füchse Berlin (2012-2024)